# Mistrovství světa v malém fotbale žen FIF7 2023
Mistrovství světa v malém fotbale žen FIF7 2023 bylo 4. ročníkem Mistrovství světa v malém fotbale žen FIF7 a konalo se v mexickém městě Puebla v období od 7. září do 10. září 2023. Zúčastnilo se ho 6 týmů, které byly rozděleny do dvou skupin po třech. Ze skupiny pak postoupily první týmy do semifinále a celky na třetích místech do boje o páté místo. Vyřazovací fáze zahrnovala 4 zápasy. Ve finále zvítězily reprezentantky Mexika, které porazily výběr Brazílie 3:1 a poprvé v historii vyhrály mistrovství světa žen FIF7. Původně se turnaje měly zúčastnit i Rusky a Kanaďanky. Nováčkem turnaje byl tým Salvadoru.

## Stadion
Turnaj se odehrál na stadionu Convention Center Puebla v Pueble. 

## Skupinová fáze
Čas každého zápasu je uveden v lokálním čase.
| Vysvětlivky                        |
| ---------------------------------- |
| Tým postupující do semifinále      |
| Tým postupující do boje o 5. místo |
| Vítěz zápasu je tučně zvýrazněn    |

### Skupina A
| Tým      | Z | V | R | P | VG | IG | +/− | B |
| -------- | - | - | - | - | -- | -- | --- | - |
| Brazílie | 2 | 2 | 0 | 0 | 6  | 3  | +3  | 6 |
| Mexiko   | 2 | 1 | 0 | 1 | 8  | 2  | +6  | 3 |
| Kolumbie | 2 | 0 | 0 | 2 | 2  | 11 | −9  | 0 |

| 7. září 2023 17:40 |       |          |                                   |
| Mexiko | 7 : 0 | Kolumbie | Convention Center Puebla, Arena 1 |
| Esther Juradová 4' Susana Romerová 25+2', 36' Valeria Macíasová 29' Zyanya Vargasová 41' Liliana Pachecová 50' Alejandra Gutiérrezová 50+2' |       |          | Convention Center Puebla, Arena 1 |

| 8. září 2023 19:20                  |       |                                                             |                                   |
| Kolumbie                            | 2 : 4 | Brazílie                                                    | Convention Center Puebla, Arena 1 |
| Elaine 14' (vl.) Natalia Molina 36' |       | Tati Buenová 8' Marcela 17' Natália Nunesová 23' Toinha 39' | Convention Center Puebla, Arena 1 |

| 9. září 2023 11:20                    |       |                   |                                   |
| Brazílie                              | 2 : 1 | Mexiko            | Convention Center Puebla, Arena 1 |
| Jéssica Getúliová 1' Tati Buenová 30' |       | Nely Ramosová 47' | Convention Center Puebla, Arena 1 |

### Skupina B
| Tým       | Z | V | R | P | VG | IG | +/− | B |
| --------- | - | - | - | - | -- | -- | --- | - |
| Chile     | 2 | 2 | 0 | 0 | 7  | 1  | +6  | 6 |
| Salvador  | 2 | 1 | 0 | 1 | 5  | 8  | −3  | 3 |
| Argentina | 2 | 0 | 0 | 2 | 2  | 5  | −3  | 0 |

| 7. září 2023 17:40     |       | |                                   |
| Salvador               | 1 : 6 | Chile | Convention Center Puebla, Arena 2 |
| Marcos Astridová 25+1' |       | Marcela Del Riová 9' Nicole Mariñelarenaová 24', 32' Catalina Catrilaová 35' Camila Belmarová 44' Barbara Quezadaová 50+3' | Convention Center Puebla, Arena 2 |

| 8. září 2023 19:20        |       |           |                                   |
| Chile                     | 1 : 0 | Argentina | Convention Center Puebla, Arena 2 |
| Carolina Marquezová 50+3' |       |           | Convention Center Puebla, Arena 2 |

| 9. září 2023 11:20                                 |       |                                              |                                   |
| Argentina                                          | 2 : 4 | Salvador                                     | Convention Center Puebla, Arena 2 |
| Mariela Gallardová 24' Tatiana Colisnechencová 32' |       | Damari 30', 50+2' Raquel Ramíresová 41', 47' | Convention Center Puebla, Arena 2 |

#### O 5. místo
| 9. září 2023 20:20                                                              |       |                                           |                                   |
| Argentina                                                                       | 5 : 2 | Kolumbie                                  | Convention Center Puebla, Arena 1 |
| Celesteová 22' Carol Vargasová 23', 25+1' Mariela Gallardová 43' Buscandová 47' |       | Lorena Marteová 6' Natalia Riverosová 17' | Convention Center Puebla, Arena 1 |

## Vyřazovací fáze
|  | Semifinále | Semifinále | Semifinále |  |  | Finále      | Finále      | Finále      |
|  |            |            |            |  |  |             |             |             |
|  |            | Brazílie   | 10         |  |  |             |             |             |
|  |            | Salvador   | 0          |  |  |             |             |             |
|  |            |            |            |  |  |             | Mexiko      | 3           |
|  |            |            |            |  |  |             | Brazílie    | 1           |
|  |            | Chile      | 1          |  |  |             |             |             |
|  |            | Mexiko     | 10         |  |  | Třetí místo | Třetí místo | Třetí místo |
|  |            |            |            |  |  |             | Chile       | 3           |
|  |            |            |            |  |  |             | Salvador    | 2           |

#### Semifinále
| 9. září 2023 19:00 |        |          |                                   |
| Brazílie | 10 : 0 | Salvador | Convention Center Puebla, Arena 1 |
| Marina Hoherová 4' Jéssica Getúliová 10' Tati Buenová 14', 16' Nati 18' Mariana 24', 25+1' Michele 38', 39' Jéssica Silva 49' (pen.) |        |          | Convention Center Puebla, Arena 1 |

| 9. září 2023 19:00      |        | |                                   |
| Chile                   | 1 : 10 | Mexiko | Convention Center Puebla, Arena 2 |
| Fernanda Geroldiová 41' |        | Nely Ramosová 2', 5', 6' Valeria Macíasová 13', 21' Susana Romerová 17' Jennifer Garcíaová 25+2', 34' Alejandra Gutiérrezová 45', 46' | Convention Center Puebla, Arena 2 |

#### O 3. místo
| 10. září 2023 10:00                                               |       |                                |                                   |
| Chile                                                             | 3 : 2 | Salvador                       | Convention Center Puebla, Arena 1 |
| Fernanda Geroldiová 16' Sofia Casanova 23' Barbara Quezadaová 35' |       | Diana Rogelová 5' Damari 50+3' | Convention Center Puebla, Arena 1 |

#### Finále
| 10. září 2023 14:20                          |       |                       |                                   |
| Mexiko                                       | 3 : 1 | Brazílie              | Convention Center Puebla, Arena 1 |
| Susana Romerová 37' Natali Ávilaová 46', 48' |       | Jéssica Getúliová 22' | Convention Center Puebla, Arena 1 |